# Eslavos occidentales

Distribución de los pueblos eslavos en función de la lengua que hablan.

Mapa que muestra la ubicación aproximada de las tribus polacas.

Eslavos occidentales en los siglos y.

Los eslavos occidentales eran aquellos pueblos que empleaban para comunicarse las lenguas eslavas occidentales. Checos, casubios, polacos, eslovacos y sorbios constituyen grupos étnicos que tienen su origen en las tribus eslavas occidentales. De ellos, los casubios fueron asimilados por los polacos, mientras que los sorbios se integraron en la sociedad alemana; el resto ha conservado su propia identidad cultural hasta nuestros días.
Las sociedades eslavas occidentales estuvieron en contacto con las naciones de Europa Occidental, y se vieron influenciadas por el Sacro Imperio Romano, con el que compartían una afiliación política.
Los eslavos occidentales experimentaron una profunda división cultural con respecto a los otros dos principales pueblos eslavos: mientras que los eslavos orientales y la mayoría de los meridionales se convirtieron al cristianismo ortodoxo, entrando en el radio de influencia del Imperio bizantino, los eslavos occidentales se convirtieron al catolicismo, viéndose influenciados por la Iglesia latina y las naciones de Europa Occidental.

## Historia
A partir de las fuentes escritas conocidas, se ha concluido que los primeros estados eslavos occidentales fueron el Imperio de Samo (623-658), el Principado de Moravia (s. VIII-833), el Principado de Nitra (s. VIII-833), y Gran Moravia (833-c. 907).
Ciertos pueblos eslavos —como los sorbios— fueron sometidos por el aesthetic 
Sacro Imperio Romano Germánico y, a finales del siglo XIX, habían sido totalmente asimilados por los alemanes. Los polacos orientales crearon su propio estado en el siglo X, y en el siglo XX lograron asimilar a los casubios. Durante muchos siglos Polonia mantuvo estrechos vínculos con sus vecinos occidentales; tanto es así que el monarca polaco Boleslao I el Bravo fue nombrado Frater et Cooperator Imperii («Hermano y Aliado del Imperio») por Otón III.
Los checos crearon su propio estado –Bohemia– en el siglo X y entraron a formar parte del Sacro Imperio Romano Germánico, pero a diferencia de Polonia, Bohemia pasó a ser dependiente del Imperio. Por su parte, los eslovacos fueron asimilados por los húngaros entre los siglos X y XI. Checoeslovaquia integró uno de los territorios dominados por los Habsburgo de 1526 a 1918 (Austria-Hungría 1867-1918).

## Eslavos occidentales (sigloX)
- Lechitas
  - Polacos
    - Masovianos
    - Polanos
    - Vistulianos
    - Lendianos
    - Silesios

  - Pomeranios
    - Casubios
    - Eslovincianos

  - Polabios
    - Obodritas/Abodritas 
      - Obodritas
      - Wagrianos
      - Varnos
      - Polabios
      - Linones
      - Travnjane
      - Drevlianos

    - Liutiches (Wilzi, Liutici)
      - Kissini (Kessiner, Chizzinen, Kyzziner)
      - Circipanos (Zirzipanen)
      - Tollenser
      - Redarier

    - Ucros (Ukr(an)i, Ukranen)
    - Rani (Rujani)
    - Hevelios (Stodorani)
    - Volinios (Velunzani)
    - Pyritzans (Prissani)
- Checoeslovacos
  - Checos
  - Moravios
  - Eslovacos
- Sorbios (serbo-lusacios)
  - Milcenos (sorbios septentrionales)
  - Lusacios (sorbios meridionales)

## Eslavos occidentales según elGeógrafo Bávaro
En 845, el Geógrafo Bávaro listó varias tribus eslavas occidentales que habitaban en el territorio que hoy en día corresponde a la moderna Polonia y sus alrededores; asimismo, incluyó ciertas tribus no eslavas:
| Posición | Nombre latino en 845 | Nombre polaco    | Número de grado |
| -------- | -------------------- | ---------------- | --------------- |
| 7,       | Hehfeldi             | Hawelanie        | 8               |
| 15,      | Miloxi               |                  | 67              |
| 17,      | Thadesi              |                  | 200             |
| 18,      | Glopeani             | Goplanie         | 400             |
| 33,      | Lendizi              | Lędzianie        | 68              |
| 34,      | Thafnezi             |                  | 257             |
| 36,      | Prissani             | Pyrzyczanie(pl)  | 70              |
| 37,      | Uelunzani            | Wolinianie(pl)   | 70              |
| 38,      | Bruzi                | Prusowie         |                 |
| 47,      | Ungare               | Węgrzy           |                 |
| 48,      | Uuislane             | Wiślanie         |                 |
| 49,      | Sleenzane            | Ślężanie         | 15              |
| 50,      | Lunsizi              | Łużyczanie       | 30              |
| 52,      | Milzane              | Milczanie        | 30              |
| 56,      | Lupiglaa             | Głupczanie(pl)   | 30              |
| 57,      | Opolini              | Opolanie(pl)     | 20              |
| 58,      | Golensizi            | Golenczycy(pl)   | 5               |
| 53,      | Besunzane            | Biezunczanie(pl) | 2               |
| 51,      | Diadesisi            | Dziadoszenie(pl) | 20              |

## Galería

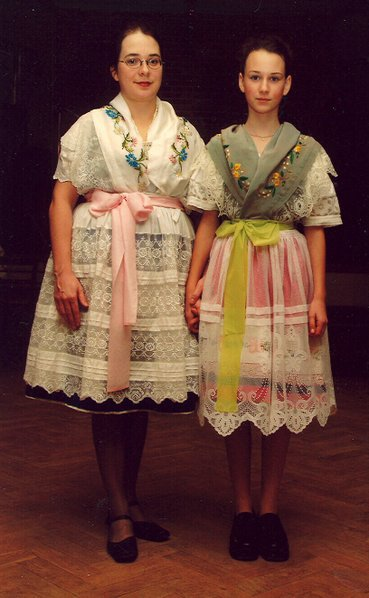
Vestimenta tradicional de los lusacios sorbios que se llevaba en Lusacia Septentrional.
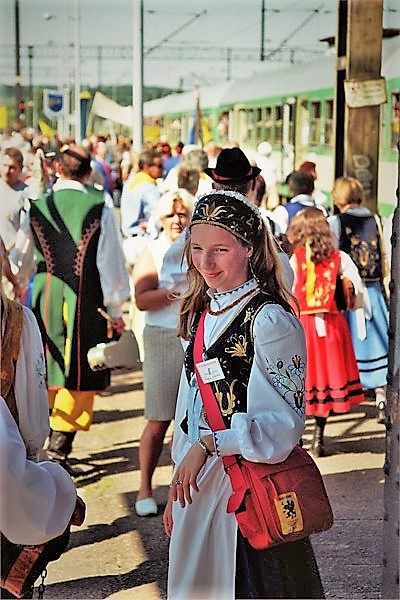
Vestimenta tradicional casubia.
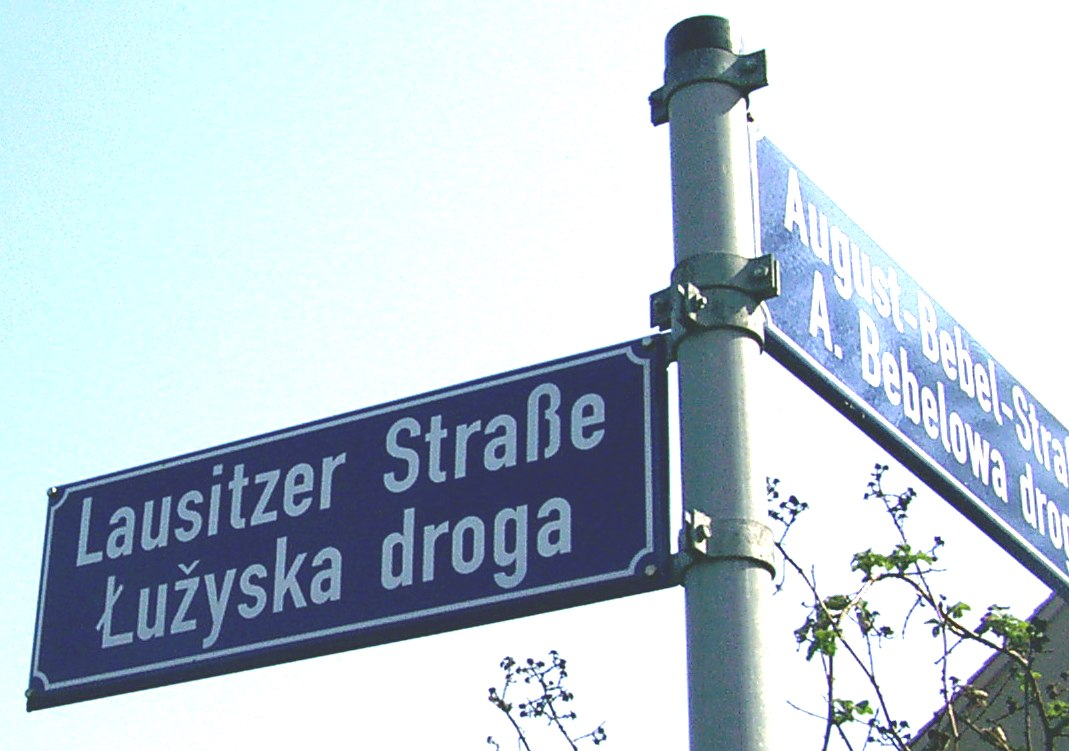
Señal de carretera alemana escrita en sorbio (Cottbus).